# Michael Kremer

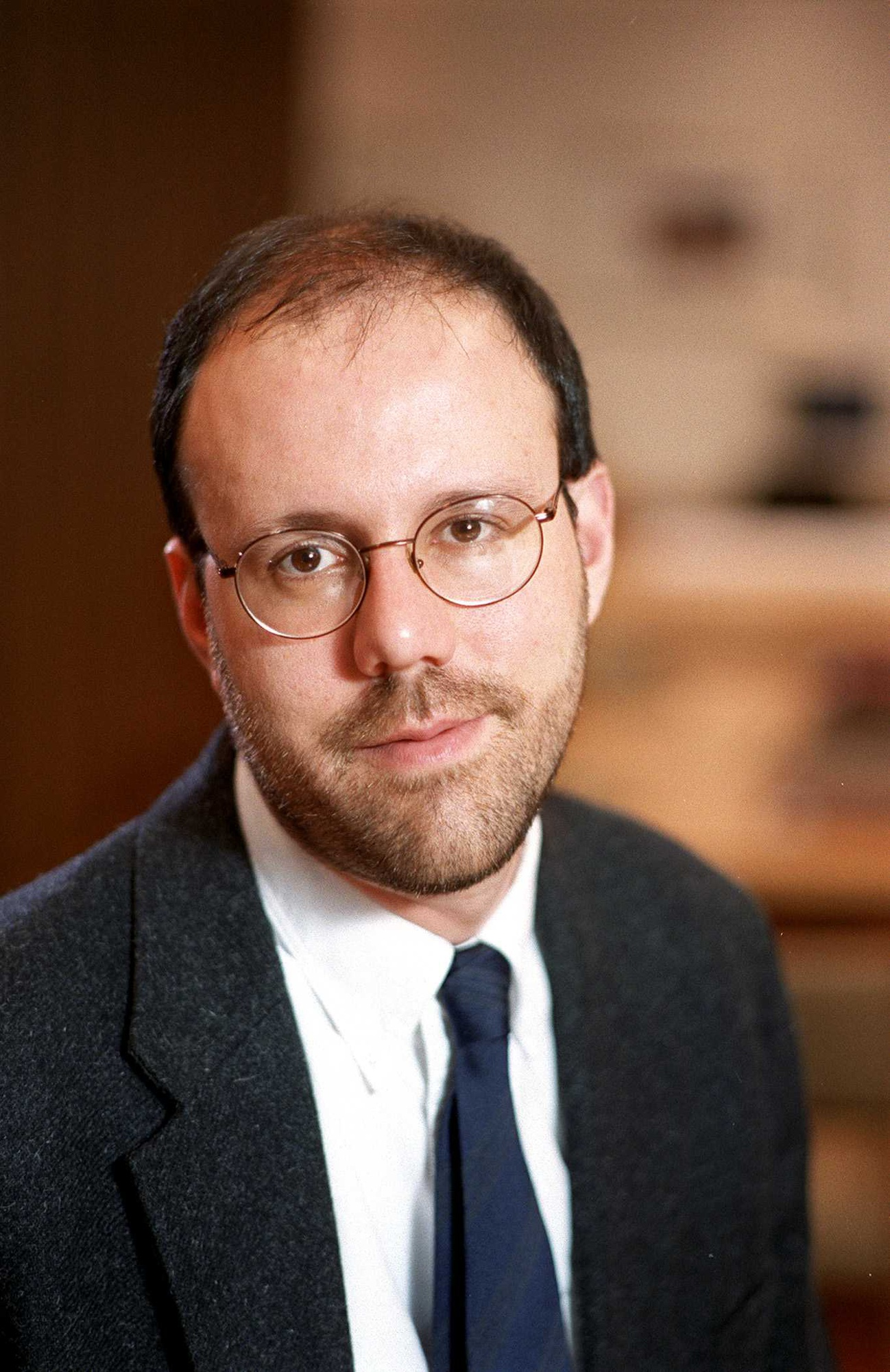
Nhà kinh tế Michael Robert Kremer

Michael Robert Kremer (sinh ngày 12 tháng 11 năm 1964) là một nhà kinh tế phát triển người Mỹ, là giáo sư của Gates về phát triển xã hội tại Đại học Harvard. Kremer đã nhận được nhiều giải thưởng, bao gồm Giải thưởng kinh tế tưởng niệm Nobel năm 2019 về kinh tế, mà ông đã dồng nhận giải với Abhijit Banerjee và Esther Duflo."cho cách tiếp cận thử nghiệm của họ để giảm nghèo toàn cầu." Kremer tốt nghiệp Đại học Harvard (A.B. về Khoa học xã hội năm 1985 và Tiến sĩ Kinh tế năm 1992). Ông có học vị sau tiến sĩ tại Học viện Công nghệ Massachusetts từ năm 1992 đến 1993, trợ lý giáo sư tại Đại học Chicago vào mùa xuân năm 1993, và là giáo sư tại MIT từ năm 1993 đến 1999. Từ năm 1999, ông là một giáo sư tại Harvard. Ông là thành viên của Viện Hàn lâm Khoa học và Nghệ thuật Hoa Kỳ, người nhận học bổng MacArthur (1997) và Học bổng Khoa Tổng thống, và được Diễn đàn Kinh tế Thế giới bầu chọn là Nhà lãnh đạo Toàn cầu Trẻ. Ông cũng đã tập trung nghiên cứu về các nguyên nhân từ thiện trong nỗ lực giúp đỡ những người đau khổ trên toàn thế giới. Kremer là một chi nhánh nghiên cứu tại Đổi mới cho hành động vì nghèo, một trang phục nghiên cứu có trụ sở tại New Haven, Connecticut dành riêng cho việc tạo và đánh giá các giải pháp cho các vấn đề phát triển xã hội và quốc tế. Kremer là một thành viên của Giving What We Can, một xã hội quốc tế nhằm thúc đẩy giảm nghèo. Ông là người sáng lập và chủ tịch của WorldTeach, một tổ chức có trụ sở tại Harvard, nơi đặt sinh viên đại học và sinh viên tốt nghiệp gần đây làm giáo viên tình nguyện cho các chương trình mùa hè và quanh năm ở các nước đang phát triển trên thế giới.
Kremer bắt đầu cam kết thị trường tiên tiến, tập trung vào việc tạo ra các cơ chế khuyến khích để khuyến khích phát triển vắc-xin để sử dụng ở các nước đang phát triển và sử dụng các thử nghiệm ngẫu nhiên để đánh giá các can thiệp trong khoa học xã hội. Ông đã tạo ra lý thuyết kinh tế nổi tiếng liên quan đến sự bổ sung kỹ năng được gọi là Lý thuyết O-Ring của Phát triển kinh tế.
Kremer đã đề xuất một trong những giải thích thuyết phục nhất cho hiện tượng tăng trưởng dân số của Hệ thống Thế giới được quan sát trước đầu những năm 1970, cũng như các cơ chế kinh tế của quá trình chuyển đổi nhân khẩu học. Kremer cũng đã trình bày nghiên cứu của mình trong lĩnh vực vốn nhân lực tại Tuần lễ tăng trưởng quốc tế 2010.